# Hokvinden

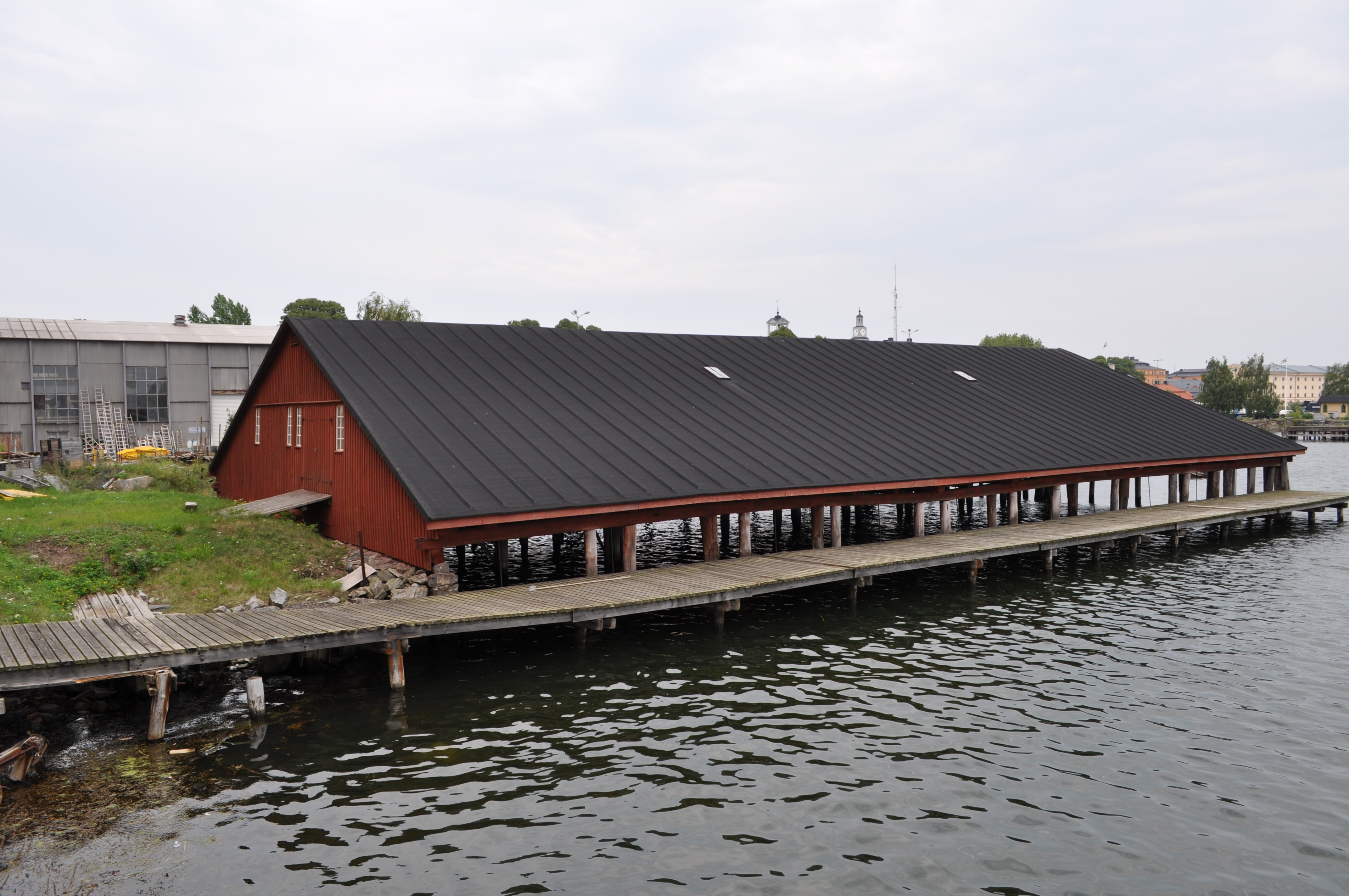
Karlskrona marinbas: Hokvinden.

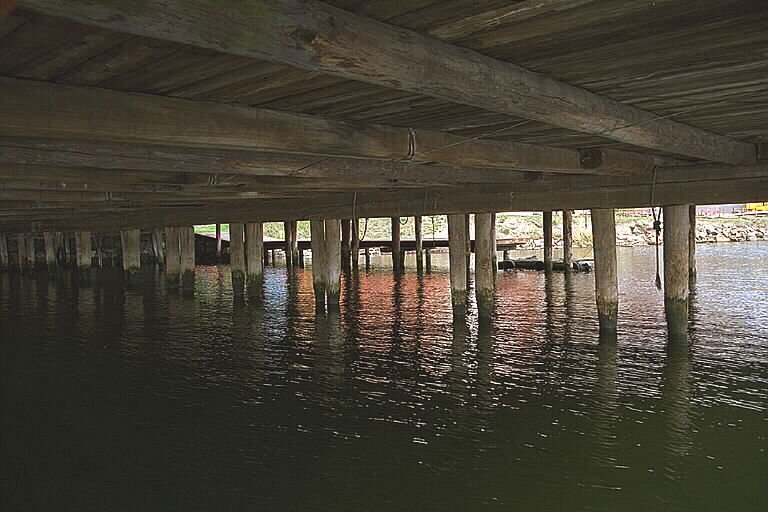
Undersidan av anläggningen.

Hokvinden är ett båtskjul i örlogshamnen i Karlskrona, som sedan 2007 är ett byggnadsminne. I örlogsvarvet hade man uppfört så kallade hockar, inhägnade uppslagsplatser för att förvara rundhult under vatten. Dessa uppfördes genom att slå ned pålar i sjöbottnen. Dessa inhägnader användes fram till 1700-talets slut, då virket istället började lagras på land. Båtskjulskonstruktionen tillkom då man under början av 1800-talet byggde småbåtsskjul ovanpå några av dessa hockpålar. Hokvinden är unikt i sitt slag, som bevarad ursprunglig konstruktion.
Taket genomgick en omfattande renovering under 1990-talets slut. 2007 förklarades byggnaden ett byggnadsminne. Byggnaden är belägen inom ett riksintresseområde för kulturmiljövård.